# Damir Kedžo
Damir Kedžo (ur. 24 maja 1987 w Omišalju) – chorwacki piosenkarz.
Kilkukrotny laureat głównej nagrody na festiwalu Melodije Istre i Kvarnera. Zdobywca głównej nagrody na festiwalach Słowiański Bazar (2010) i Nowa Fala (2015). Zwycięzca festiwalu Dora 2020.

## Życiorys
Ukończył naukę w szkole muzycznej w Omišalju. W młodości śpiewał w kościelnym chórze.
W 2003 wziął udział w przesłuchaniach do pierwszej edycji programu Nova TV Story Supernova Music Talents, ostatecznie zajął siódme miejsce w konkursie. W międzyczasie podpisał kontrakt płytowy z wytwórnią Croatia Records. W styczniu 2004 został wokalistą boys bandu Saša, Tin i Kedžo, który współtworzył z Saszą Lozarem i Tinem Samardžiciem. Wspólnie wydali album studyjny pt. Instant, który promowali przebojem „365”. W 2005 zespół zakończył działalność, a Kedžo zawiesił karierę muzyczną.
W 2006 zdobył nagrodę dla najlepszego debiutanta na festiwalu Melodije Istre i Kvarnera. W 2007 za piosenkę „Kanet na vetru” odebrał festiwalową statuetkę za najlepszą interpretację, jak również nagrodę jury. W tym samym roku rozwiązał kontrakt z Croatia Records i nawiązał współpracę z wytwórnią Menart, pod której szyldem wydał w 2008 debiutancki, solowy album studyjny, zatytułowany po prostu Damir Kedžo. W 2009 wystąpił na festiwalu Melodije Istre i Kvarnera z utworem „Peza od zlata”.
Zagrał Beniamina i Potifara w lokalnej inscenizacji musicalu Józef i cudowny płaszcz snów w technikolorze. W 2010 zdobył główną nagrodę na Słowiańskim Bazarze. W 2011 uczestniczył w programie Dora, wyłaniającym reprezentanta Chorwacji w 56. Konkursie Piosenki Eurowizji, jednak odpadł w pierwszym etapie eliminacji. W 2012 zdobył nagrodę jury i nagrodę za najlepszą interpretację piosenki (za utwór „Daj mi kapju vodi”) na festiwalu Melodije Istre i Kvarnera.
W 2014 odebrał Chorwacką Nagrodę Teatralną za rolę biskupa Hudiego w musicalu Crna kuća, a także podpisał kontrakt z wytwórnią Hit Records, po czym rozwiązał umowę z Menartem. W 2015 zwyciężył na festiwalu Nowa Fala. W 2016 zwyciężył w finale trzeciej edycji programu rozrywkowego Tvoje lice zvuči poznato. Również w 2016 zagrał Roberta, jednego z głównych bohaterów musicalu Pacijenti. W 2017 zwyciężył na 64. Zagrebfeście, na którym zaśpiewał utwór „Sve u meni se budi” w duecie z Jeleną Žnidarić.
W 2018 ponownie nawiązał współpracę z Croatia Records. W 2019 zwyciężył z piosenką „Srce mi umire za njom” na festiwalu Zagrebfest oraz uczestniczył w dziewiątej edycji programu Ples sa zvijezdama, w parze z Heleną Janjušević zajął siódme miejsce, odpadając w szóstym odcinku. W lutym 2020 z piosenką „Divlji vjetre” zajął pierwsze miejsce w finale programu Dora, zostając tym samym reprezentantem Chorwacji w 65. Konkursie Piosenki Eurowizji odbywającym się w Rotterdamie. 18 marca poinformowano o odwołaniu konkursu z powodu pandemii koronawirusa. W kwietniu tego samego roku wystąpił w projekcie Eurovision Home Concerts, w którym wykonał „Divlji vjetre” i cover zwycięskiego utworu 57. Konkursu Piosenki Eurowizji „Euphoria” w wykonaniu Loreen.